# ФК Атлетико Минеиро
Клуб Атлетико Минеиро, обично познат као Атлетико Минеиро или Атлетико, а колоквијално као Гало („Петао”), је професионални  фудбалски клуб са седиштем у Бело Оризонтеу, Минас Жераис, Бразил. Тим се такмичи у Серији А, првој лиги бразилског фудбала, као и у Кампеонато Минеиро, најјачој државној лиги Минас Жераиса. 
Атлетико Минеиро је најстарији активни фудбалски клуб у Минас Жераису, који је основало 22 студента из Бело Бело Оризонтеа 25. марта 1908. године. Упркос либералним оснивачима више класе, клуб је отворио врата играчима сваке друштвене класе, етаблирајући се као "народни клуб", и постајући један од клубова са највише навијача у Бразилу. Маскота клуба, петао, је повезана са Атлетиком од његовог представљања 1930-их. Током година, реч гало (португалски "петао") постала је уобичајени надимак и за сам клуб. Боје дресова клуба на домаћим утакмицама се састоје од црно-белих пругастих мајица, са црним шортсевима и белим чарапама. 
Године 2013, Атлетико Минеиро је освојио Копа либертадорес, победом у финалу против Олимпије из Асунсиона.